# Isaac C. Bates
Isaac C. Bates (Granville, 1779. január 23. – Washington, 1845. március 16.) az Amerikai Egyesült Államok szenátora (Massachusetts, 1841–1845).